# Slaughter & the Dogs
Slaughter & the Dogs was een glampunk-band uit Manchester, die van 1976 tot 1980 actief was. De groep werd opgericht door  zanger Wayne Barrett, gitarist Mick Rossi, bassist Howard Bates en drummer Mad Muffet. Met Cranked Up Really High waren ze een van de eerste Britse punkbands die een single uitbrachten. In 1978 verscheen hun eerste studioalbum; Do it dog style. In 1980 verscheen hun tweede studioalbum onder de naam Bite Back, de naam was toen ingekort tot alleen Slaughter en ze hadden een nieuwe zanger, Eddie Garrity, van Ed Banger and the Nosebleeds en een nieuwe drummer, Phil Rowlands van Eater.
De naam van de groep was ontleend aan twee glamrock lp's: Slaughter on 10th Avenue (van Mick Ronson) en Diamond Dogs (van David Bowie.)

## Invloed
Voor de punk- en new wavescene van Manchester was Slaughter & the Dogs 'de band waarmee het allemaal begon'. De stad had tot die tijd slechts een marginale rol vervuld in de Britse popgeschiedenis: 10CC was tot die tijd de enige groep van naam die uit Manchester afkomstig was. In de jaren na Slaughter & the Dogs zou de stad invloedrijke groepen als Joy Division, Buzzcocks, The Fall, the Smiths en Happy Mondays voortbrengen. Veel lieden die voor dit succes verantwoordelijk waren, ontmoetten elkaar in het kringetje rond Slaughter & the Dogs.
Rob Gretton - de latere manager van Joy Division en mede-eigenaar van het Factory label - was achtereenvolgens fan, roadie en manager van de band. Martin Hannett bevond zich eveneens in het gevolg. Cranked op Really High was de eerste plaat die hij produceerde. Tijdens het uiteenvallen van de groep werd nog een tijdje overwogen om de latere zanger van The Smiths, namelijk Morrissey, als leadzanger aan te nemen.